# Apollonidès de Tégée
Apollonidès de Tégée (grec ancien : Ἀπολλωνίδης ὁ Τεγεάτης) est un vainqueur olympique originaire de la cité de Tégée.
Selon Diodore de Sicile, il remporta la course à pied du stadion d'une longueur d'un stade (environ 192 m) lors des 118e Jeux olympiques, en 308 av. J.-C.. Cependant, Eusèbe de Césarée ne le mentionne pas dans son catalogue des vainqueurs, désignant Andromène de Corinthe en 308.

## Sources
- Diodore de Sicile, Bibliothèque historique [détail des éditions] [lire en ligne] (XX, 37, 1).
- Eusèbe de Césarée, Chronique, Livre I, 70-82. Lire en ligne.
- (en) David Matz, Greek and Roman Sport : A Dictionnary of Athletes and Events from the Eighth Century B. C. to the Third Century A. D., Jefferson et Londres, McFarland & Company, 1991, 169 p. (ISBN 978-0-89950-558-9, BNF 36677487)
- (it) Luigi Moretti, « Olympionikai, i vincitori negli antichi agoni olimpici », Atti della Accademia Nazionale dei Lincei, vol. VIII,‎ 1959, p. 55-199.